# Гюлхасян, Микаел Асатурович
Микае́л (Михаи́л) Асату́рович Гюлхася́н (Гюльхася́н) (арм. Միքայել Ասատուրի Գյուլխասյան; 15 сентября 1927, село Хндзореск, Зангезурский уезд — 15 января 2012, Ереван) — армянский учёный-агроном

, специалист в области табаководства. Доктор сельскохозяйственных наук (1974), профессор (1977); ректор Армянского сельскохозяйственного института (1978—1994). Герой Социалистического Труда (1950).
Основные научные труды Микаела Гюлхасяна посвящены исследованию технологии выращивания табака в разных экологических условиях Армении, использования стимуляторов роста в табаководстве, также некоторых генетических особенностей табачной культуры.

## Биография
Микаел Асатурович Гюлхасян родился 15 сентября 1927 года в селе Хндзореск (ныне в Сюникской области Республики Армения). Был младшим среди четырёх сыновей семьи: его брат Ашот (1915—1994) в дальнейшем стал известным отоларингологом, доктором медицинских наук, а брат Шмавон (1925—2014) — кандидатом архитектуры. Их отец, для обеспечения семьи, с 1916 года трудился в городе Баку, был членом ВКП(б) с 1924 года, а в 1927 году вернулся в родное село и три года спустя начал работать в новообразованном местном колхозе.
В 1942 году вступил в ВЛКСМ. В 1944 году с золотой медалью окончил среднюю школу села Хнзореск Горисского района Армянской ССР, в 1948 с отличием — Армянский сельскохозяйственный институт, получив специальность агронома-виноградаря. Работал агрономом в колхозе имени Калинина Микояновского района Армянской ССР, уделял большое внимание выращиванию табачной культуры. Следуя его профессиональным советам, табаководы колхоза в короткий срок улучшили качество парникового хозяйства, внедряя передовой опыт и научные достижения в выращивание табака. Благодаря практическим работам Гюлхасяна к 1949 году на 15 гектарах территории выращивания табака был получен рекордный урожай — 23 центнера табака сорта «Самсун» с каждого гектара.
Указом Президиума Верховного Совета СССР от 17 августа 1950 года за получение высоких урожаев табака при выполнении колхозами обязательных поставок и контрактации по всем видам сельскохозяйственной продукции, натуроплаты за работу МТС в 1949 году и обеспеченности семенами всех культур в размере полной потребности для весеннего сева 1950 года Микаелу Асатуровичу Гюлхасяну было присвоено звание Героя Социалистического Труда с вручением ордена Ленина и золотой медали «Серп и Молот».
В 1950 году вступил в ряды ВКП(б)/КПСС. В 1951 году поступил в аспирантуру при кафедре растениеводства Армянского сельскохозяйственного института. С 1954 года работал на кафедре растениеводства Армянского сельскохозяйственного института: ассистент, доцент (с 1957). В годы семилетнего плана (1959—1965) оказывал профессиональную помощь работникам колхоза села Бюракан Аштаракского района Армянской ССР в деле повышения урожайности табака. Одновременно занимал должности заместителя декана агрономического факультета и заведующего аспирантурой Армянского сельскохозяйственного института.
С 1966 года — проректор по повышению квалификации, с 1967 году — проректор по научной работе и заместитель председателя совета по присуждению учёных степеней Армянского сельскохозяйственного института. В 1978—1994 годы — ректор Армянского сельскохозяйственного института. Одновременно он был председателем совета по присуждению учёных степеней института, с 1979 года заведовал кафедрой растениеводства. В эти годы по его инициативе в институте были основаны новые профессии, построен 2-й учебный корпус, общежития и дома отдыха в Агавнадзоре. Способствовал созданию проблемных лабораторий синтеза и испытания гербицидов, исследования генофонда растений, селекции винограда. В 1980 году Армянский сельскохозяйственный институт был награждён орденом «Знак Почёта».
В 1994—2009 годы — заведующий кафедрой растениеводства и овощеводства Армянской сельскохозяйственной академии. Одновременно возглавлял совет по присуждению учёных степеней по агрономическим специальностям академии до 2007 года. В 1994 году Гюлхасян был избран академиком и вице-президентом Академии сельскохозяйственных наук Республики Армения, также действительным членом Международной академии наук высшей школы. С 2009 года заведовал лабораторией селекции и генофонда растений при кафедре растениеводства и овощеводства Государственного аграрного университета Армении.
Избирался депутатом Ереванского городского Совета, был членом пленума Ереванского городского комитета Коммунистической партии Армении.
Микаел Асатурович Гюлхасян скончался 15 января 2012 года в Ереване после тяжёлой и продолжительной болезни.

## Научная деятельность
В 1955 году он защитил диссертацию на соискание учёной степени кандидата сельскохозяйственных наук на тему «Изучение некоторых вопросов густоты посадки и удобрения табака сорта „Самсун 27“, в условиях Аштаракского района Армянской ССР». В 1974 году, в Тбилисском государственном университете, защитил диссертацию на соискание учёной степени доктора сельскохозяйственных наук на тему «Влияние агротехнических факторов на формирование урожая и качества табака в различных экологических условиях Армянской ССР». Профессор (1977).
Основные направления исследований — технология выращивания табака в разных экологических условиях Армении: в частности, улучшение качества сырья, использование стимуляторов роста в табаководстве, генетические особенности табачной культуры.
В 1951—1954 годы проводил опыты в колхозе «Депи Комунизм» села Воскеваз Аштаракского района Армянской ССР. В результате опытов было установлено, что на поливных землях района для повышения урожайности и получения качественного урожая табачной культуры необходимо использовать минеральные и органические удобрения, в частности, из-за отсутствия достаточного количества азота в почвах можно достичь высокого эффекта с использованием азотных удобрений. Результаты исследований были опубликованы в кандидатской диссертации Гюлхасяна на тему «Изучение некоторых вопросов густоты посадки и удобрения табака сорта „Самсун 27“, в условиях Аштаракского района Армянской ССР».
В последующие годы исследовал эффективность выращивания табака на поливных землях Даралагязской зоны (включающей Микояновский и Азизбековский районы Армянской ССР) и установил, что на почве, находящейся на средних высотах, наиболее оптимальным является выращивание табака сорта «Самсун», на высоких территориях (2000 метров над уровнем моря) — табака сорта «Трапезонд». Также исследовал способы химической борьбы против сорных растений, растущих вместе с табаком.
С 2004 года руководил группой, занимавшейся исследованием диких родственников зерновых культур в Араратской и Вайоцдзорской областях Республики Армения и в Ереване. Под его руководством были созданы новые гибриды с экономически важными функциями, такими как устойчивость к болезням, вредителям и засухе.
Автором более 110 научных, учебных, научно-методических и научно-популярных трудов, в числе которых три монографии и два изобретения: «Орудие для щелевания склонов» и «Установка для сушки табака в плотной массе». Подготовил 11 кандидатов наук.
- Гюлхасян М. А., Меликян А. Ш. Армянские, русские и латинские названия полевых культур: Словарь = Դաշտային մշակաբույսերի հայերեն, ռուսերեն և լատիներեն անվանումները: Բառարան. — Ереван: изд-во ГАУА, 2009. — 23 с.
- Гюлхасян М. А. и др. Основы агрономии = Ագրոնոմիայի հիմունքները. — 2-е изд. — Ереван: изд-во ГАУА, 2006. — 366 с.
- Матевосян А. А., Гюлхасян М. А. Растениеводство: Учебник для высших сельскохозяйственных учебных заведений = Բուսաբուծություն : Դասագիրք գյուղատնտեսական բարձրագույն ուսումնական հաստատությունների համար. — 3-е изд. — Ереван: Асогик, 2000. — 400 с.
- Тарвердян А. П., Мармарян Ю. Г.,  Гюлхасян М. А. Армянская сельскохозяйственная академия. 1930—2000 = Հայկական գյուղատնտեսական ակադեմիա. 1930—2000. — Ереван, 2000. — 144 с.
- Гюлхасян М. А., Гандилян П. А. Зерновые культуры = Հացահատիկային մշակաբույսեր. — Ереван: Ай Эдит, 1998. — 44 с.
- Гюлхасян М. А., Туманян А. Г., Сенекеримян Я. А., Григорян Ш. М. Справочник табаковода = Ծխախոտագործի տեղեկագիրք. — Ереван: Айастан, 1984. — 168 с.
- Гюлхасян М. А., Матевосян А. А., Сенекеримян Я. А. Армянский сельскохозяйственный институт. 1930—1980 = Հայկական գյուղատնտեսական ինստիտուտ. 1930—1980. — Ереван: Айастан, 1981. — 251 с.
- Гюлхасян М. А. Научные основы возделывания табака = Ծխախոտի մշակության գիտական հիմունքները. — Ереван: Айастан, 1975. — 130 с.
- Гюлхасян М. А. и др. Основы агрономии: Учебное пособие = Ագրոնոմիայի հիմունքները: Ուսումնական ձեռնարկ. — Ереван: Луйс, 1973. — 470 с.
- Гюлхасян М. А. Возделывание табака = Ծխախոտի մշակությունը. — Ереван: Айастан, 1969. — 92 с.
- Гюлхасян М. А., Туманян А. Г., Сенекеримян Я. А. Краткий справочник табаковода = Ծխախոտագործի համառոտ տեղեկագիրք. — Ереван: Айастан, 1967. — 172 с.
- Саруханян Н. Г., Гюлхасян М. А. Удобрение табака в условиях Армении = Ծխախոտի պարարտացումը Հայաստանի պայմաններում. — Ереван: Айпетгюхрат, 1961. — 74 с.
- Агаджанян Г. Х., Гюлхасян М. А. Полевые культуры и их агротехника. Прядильные культуры, табак и кормовые культуры = Դաշտային կուլտուրաները և նրանց ագրոտեխնիկան: Թելատու բույսեր, ծխախոտ և կերաբույսեր. — Ереван, 1960. — Т. 3. — 291 с.
- Гюлхасян М. А. О трудовом опыте передовых табаководов колхоза имени кагановича Азизбековского района = Ազիզբեկովի շրջանի Կագանովիչի անվան կոլտնտեսության առաջավոր ծխախոտագործների աշխատանքի փորձի մասին / Гл. упр. с.-х. пропаганды и науки М-ва сельского хозяйства Армянской ССР. — Ереван, 1954. — 24 с.

- Гюльхасян М. А. Оценка технологических потребностей проведения адаптационных мероприятий при возделывании сельскохозяйственных культур в условиях изменения климата = Կլիմայի փոփոխության պայմաններում դաշտային մշակաբույսերի հարմարվողականության միջոցառումների տեխնոլոգիական կարիքների գնահատումը // Армения. Проблемы изменения климата : Сб. ст. — Ереван, 2003. — Вып. 2. — С. 145—154.
- Гюльxасян М. А., Гаспарян Н. А. Результаты испытаний некоторых гибридов кукурузы в условияx Баграмянского региона Армавирского марза // Известия Гос. аграрного ун-та Армении. — 2002. — № 2. — С. 32—34. Архивировано 4 сентября 2017 года.
- Гандилян П. А., Гюльхасян М. А. Выявление адаптационных возможностей полевых культур в условиях ожидаемого глобального изменения климата и основные направления стратегии уменьшения уязвимости в Республике Армения = Կլիմայի համամոլորակային փոփոխության պայմաններում Հայաստանի Հանրապետությունում դաշտային մշակաբույսերի ադապտացիոն հնարավորությունների պարզաբանումը եվ խոցելիության նվազեցման ռազմավարության հիմնական ուղղությունները // Армения. Проблемы изменения климата : Сб. ст. — Ереван, 1999. — С. 168—175.
- Гюльхасян М. А., Мириджанян С. Р. Влияние нормы высева и соотношения компонентов на урожай и качество зеленой массы озимо-тритикалевой смеси в условиях Араратской долины // Агропром: наука и производство. — Ереван, 1990. — № 9.
- Гюльхасян М., Довлатян В. Кто пробьёт брешь? [О производстве гербицидов в Армянской ССР] // Сельская жизнь. — 1988. — 15 апреля.
- Маркарян В. А., Гюльхасян М. А. и др. Диаллельный анализ сортов табака по содержанию сухих веществ // Биологический журнал Армении. — 1985. — Т. 38, № 3. — С. 202—209.
- Маркарян В. А., Гюльхасян М. А. Компоненты генотипической вариансы и наследуемость некоторых количественных признаков у табака // Биологический журнал Армении. — 1984. — Т. 37, № 10. — С. 872—878.
- Арютюнян Г. М., Гюльхасян М. А. Эффективность химического вершкования и пасынкования табака типа Самсун // Табак. — 1984. — № 2. — С. 12—13.
- Гюльхасян М. А., Погосян Л. М. Площадь питания табака и факторы, влияющие на неё // Известия Министерства сельского хозяйства Армянской ССР: Сельскохозяйственные науки. — 1978. — № 4. — С. 32—40.
- Гюльхасян М. А. Влияние площади питания на урожай и качество табака в зависимости от сроков посадки // Табак. — 1971. — № 4.
- Гюльхасян М. А. Изучение площади питания табака в условиях Армянской ССР // Площадь питания и нормы высева зерновых, технических и кормовых культур. — М.: изд-во ВАСХНИЛ, 1969. — С. 141—156.
- Гюльхасян М. А. Результаты опытов с удобрениями табака в Даралагязской зоне Армянской ССР // Известия Министерства сельского хозяйства Армянской ССР: Сельскохозяйственные науки. — 1966. — № 7—8.
- Гюльхасян М. А. Из истории развития табаководства в Армении // Известия Министерства производства и заготовок сельскохозяйственных продуктов Армянской ССР: Сельскохозяйственные науки. — 1963. — № 1.
- Семерджян С. П., Гюлхасян М. А. Сравнительное изучение некоторых сортов табака в различных экологических условиях Армянской ССР // Известия Министерства сельского хозяйства Армянской ССР: Сельскохозяйственные науки. — 1960. — № 6. — С. 61—66.
- Товмасян А. С., Гюльхасян М. А. Влияние некоторых стимуляторов на кукурузу // Сб. науч. тр. конф. молодых науч. сотрудников. — Ереван, 1957. — Вып. 1. — С. 41—43.
- Гюльхасян М. А. Последействие удобрений, внесенных под табак в условиях Аштаракского района Армянской ССР = Ծխախոտի տակ տրված պարարտանյութերի հետազդեցությունը Հայկական ՍՍՌ-ի Աշտարակի շրջանի պայմաններում // Известия АН Армянской ССР: Биологические и сельскохозяйственные науки. — 1957. — Т. 10, № 6. — С. 105—108.
- Гюльхасян М. А. Влияние удобрений на табак сорта Самсун 27 в условиях Аштаракского района Армянской ССР = Պարարտանյութերի ազդեցությունը ծխախոտի Սամսուն 27 սորտի վրա Հայկական ՍՍՌ-ի Աշտարակի շրջանի պայմաններում // Известия АН Армянской ССР: Биологические и сельскохозяйственные науки. — 1956. — Т. 9, № 8. — С. 79—90.

## Награды

### Советские
- Герой Социалистического Труда (Указ Президиума Верховного Совета СССР от 17 августа 1950 года, орден Ленина и медаль «Серп и Молот») — за получение высоких урожаев табака при выполнении колхозами обязательных поставок и контрактации по всем видам сельскохозяйственной продукции, натуроплаты за работу МТС в 1949 году и обеспеченности семенами всех культур в размере полной потребности для весеннего сева 1950 года[9].
- Медаль «За трудовую доблесть» (8 апреля 1971)[9].

### Армянские
- Медаль Анании Ширакаци (2002)[12].
- Золотая медаль Mинистерства образования и науки Республики Армения[8].
- Золотая медаль Государственного аграрного университета Армении[7].

### Иностранные
- Медаль «Благодарность»[арм.] (НКР, 30 августа 2008) — за большой вклад в развитие науки и образования в непризнанной Нагорно-Карабахской Республике[18].

### Международные
- Медаль Продовольственной и сельскохозяйственной организации ООН[8].

## Комментарии
1. ↑  В Указе Президиума Верховного Совета СССР указаны имя Михаил и фамилия Гюльхасян.